# Ваганичский сельский совет
Ваганичский сельский совет (укр. Ваганицька сільська рада) — входит в состав
Городнянского района
Черниговской области
Украины.
Административный центр сельского совета находится в 
с. Ваганичи
.

## Населённые пункты совета
- с. Ваганичи
- с. Барабановское
- пос. Вершины